# 콜롱바르

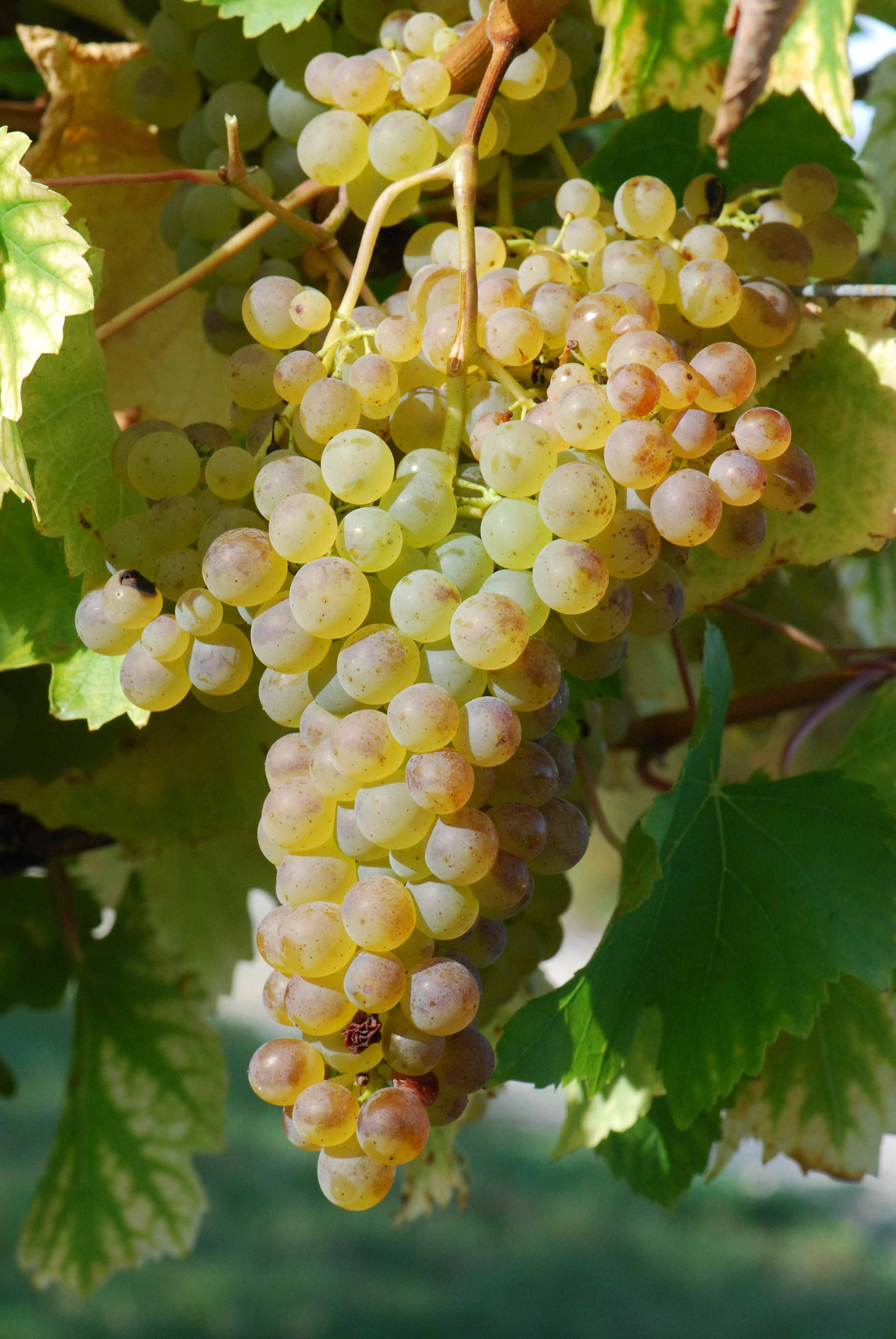

콜롱바르(Colombard, 북미에서의 표기: French Colombard)는 슈냉 블랑과 구애 블랑의 자손일 수 있는 프랑스 화이트 와인 포도 품종이다. 이로 인해 이 포도는 아르마냐크 (술) 메슬리에-생-프랑수아(Meslier-Saint-François)와 거의 멸종된 코냑 포도 발자크 블랑(Balzac blanc)의 형제 관계가 되었다.
프랑스에서는 전통적으로 샤랑트와 가스코니(Gascony)에서 각각 증류하여 코냑과 아르마냑으로 재배했다. 오늘날에도 여전히 보르도 와인과 가스코니에서 화이트 플록 드 가스코니(Floc de Gascogne)에 허용되는 백포도 품종 중 하나이다. 식전주 음료. 이 와인은 구아바의 독특한 향으로 유명하다.
일부 북부 캘리포니아 생산자들은 오래된 포도나무 포도를 으깨어 건조 버전과 달콤한 버전 모두에서 흥미로운 특성을 지닌 과일 향이 나는 화이트 와인으로 만든다. 이 포도는 천연 산성 특성으로 인해 화이트 "저그 와인" 블렌드에 백본을 제공하기 위해 주로 캘리포니아에서 재배된다. 또한 "Colombar"라는 이름으로 남아프리카 공화국에서 널리 재배되며 호주와 이스라엘에서는 그 정도가 적다.